# Dakrobius krivolutskyi
Dakrobius krivolutskyi är en mångfotingart som beskrevs av Zalesskaja 1975. Dakrobius krivolutskyi ingår i släktet Dakrobius och familjen stenkrypare. Inga underarter finns listade i Catalogue of Life.